# Imnul Regal
Imnul Regal (L'Hymne royal) est l'hymne national de la Roumanie, symbole musical de la souveraineté et de la fierté nationale, personnifié par le roi. 
La composition est utilisée comme hymne officiel du pays à une époque où la forme dominante est la monarchie (royaume de Roumanie).
L'hymne royal roumain est également connu sous le nom de Trăiască Regele! (Vive le roi !), d'après les mots qui commencent la première strophe.
Bien que la monarchie roumaine ait été abolie en décembre 1947, la famille royale et les sympathisants de la monarchie utilisent fréquemment cet hymne les jours fériés et les manifestations nationales. 

## Histoire

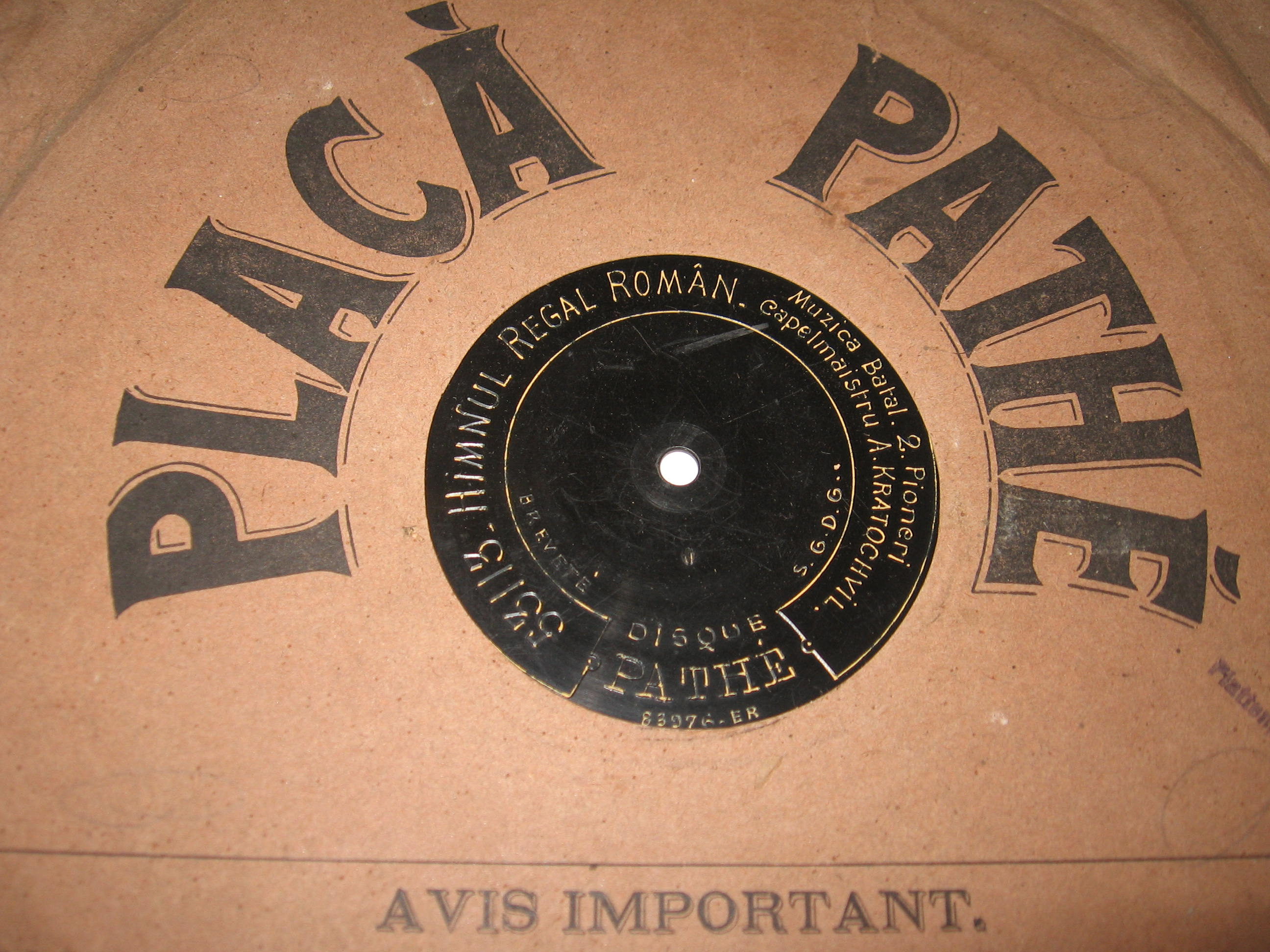
L'Hymne Royale, musique du 2e bataillon de pionniers, enregistrée en 1910

À partir de 1840 dans les principautés roumaines, l'idée d'un hymne national est née, en particulier lors des célébrations officielles où le souverain du pays est apparu. En 1862, sous le règne d'Alexandre Jean Cuza, un concours pour l'hymne d'État roumain est organisé. La partition est écrite par Eduard Hübsch. En 1881, à l'occasion du couronnement du roi Carol Ier, le poète Vasile Alecsandri écrit le texte. L'hymne est officiellement chanté pour la première fois en Roumanie en 1884 lors du couronnement du roi Carol I. Il est repris et inclus par Georges Enesco à la fin de son op. Roumain Poema . 1 (1898). 

## Paroles
« 
Vive le roi
En paix et honneur
De son pays amoureux
Et le défenseur du pays.
Sois glorieux Seigneur
Soit sur nous,
Jamais chanceux
Dans la guerre, guerre.
O! Seigneur,
Parent céleste,
Tiens avec ta main
La couronne roumaine!
Vive la patrie
En tant que soleil céleste
Joie terrestre céleste
Avec un grand nom, fier.
Qu'il est protégé
Des besoins,
Soit habité
Par des héros, des héros.
O! Seigneur,
Père Céleste
Étire ta main
Sur le pays roumain ! »